# Пінос-Алтос (Нью-Мексико)
Пінос-Алтос (англ. Pinos Altos) — переписна місцевість (CDP) в США, в окрузі Грант штату Нью-Мексико. Населення — 225 осіб (2020).

## Географія
Пінос-Алтос розташований за координатами 32°51′59″ пн. ш. 108°13′19″ зх. д. / 32.86639° пн. ш. 108.22194° зх. д. (32.866470, -108.222027).  За даними Бюро перепису населення США в 2010 році переписна місцевість мала площу 1,96 км², уся площа — суходіл.

## Демографія
Згідно з переписом 2010 року, у переписній місцевості мешкало 198 осіб у 111 домогосподарстві у складі 52 родин. Густота населення становила 101 особа/км².  Було 138 помешкань (70/км²).
Расовий склад населення:
| - 91,9 % — білих - 2,0 % — корінних американців - 4,5 % — осіб інших рас |

До двох чи більше рас належало 1,5 %. Частка іспаномовних становила 11,6 % від усіх жителів.
За віковим діапазоном населення розподілялося таким чином: 9,6 % — особи молодші 18 років, 65,1 % — особи у віці 18—64 років, 25,3 % — особи у віці 65 років та старші. Медіана віку мешканця становила 56,4 року. На 100 осіб жіночої статі у переписній місцевості припадало 106,2 чоловіків;  на 100 жінок у віці від 18 років та старших — 105,7 чоловіків також старших 18 років.
За межею бідності перебувало 11,5 % осіб, у тому числі 0,0 % дітей у віці до 18 років та 0,0 % осіб у віці 65 років та старших.
Цивільне працевлаштоване населення становило 52 особи. Основні галузі зайнятості: публічна адміністрація — 71,2 %, сільське господарство, лісництво, риболовля — 15,4 %, освіта, охорона здоров'я та соціальна допомога — 13,5 %.